# Melanio Escobar
Melanio Escobar (Venezuela, 19 de mayo de 1986) es un activista y periodista venezolano enfocado en la libertad de expresión y en los derechos humanos. Es fundador de la ONG RedesAyuda y director de la emisora de radio Humano Derecho. 

## Carrera
Melanio ha trabajado al menos desde 2005 con medios de comunicación tanto tradicionales como alternativos.Es fundador de las ONGs RedesAyuda y CLEX, ha sido director de la emisora de radio Humano Derecho y miembro tanto del Hub for the Study of Hybrid Communication in Peacebuilding, en Reino Unido, y  del comité del programa AccessNow 2020.Ha sido profesor en la Universidad Católica Andrés Bello de Caracas, impartido conferencias, talleres y consultorías privadas y estudiado casos de acoso, censura, desinformación y brechas tecnológicas en otros países.Escobar también ha elaborado el podcast "Cansadito de ser yo".
Durante las protestas en Venezuela de 2017, el 4 de julio, colectivos progubernamentales insultaron y dispararon hacia Melanio en la Avenida O'Higgins de Caracas, cerca de su casa. Algunos manifestantes y Escobar acudieron a fuerzas de seguridad como la Policía Nacional Bolivariana (PNB) y la Guardia Nacional Bolivariana (GNB), pero no recibieron ayuda y, por el contrario, las autoridades permitieron a los grupos paraestatales actuar en su presencia. Melanio regresó a su residencia y grabó los hechos para realizar un reportaje de los eventos.
En 2023 organizaciones como Espacio Público y el Instituto Sociedad y Prensa de Venezuela (IPYS) denunciaron que Melanio fue sujeto a una campaña de hostigamiento en redes sociales por parte de cuentas oficialistas por su trabajo periodístico.

## Obras
- La sonrisa de Victoria (2021)